# Marianne Flügge-Oeri
Marianne Flügge-Oeri   (Basilea, 9 de gener de 1911 - Hannover, 12 de juliol de 1983), nascuda Marianne Adelheid Oeri, va ser una jurista suïssa. Amb la seva germana bessona Kunigunde, Marianne era filla del publicista i polític Albert Oeri i de la infermera Hanna Preiswerk, i fillola del psicoanalista Carl Gustav Jung.
Del 1917 al 1930, Marianne Oeri va assistir a diverses escoles a Basilea i es va graduar a l'escola secundària. Després va anar a Anglaterra durant un any, on va treballar com a professora de francès i va tenir la seva primera experiència en treball social amb els quàquers als barris baixos de Londres.
Des de 1931, Oeri va estudiar dret a les universitats de Basilea, Zuric i Ginebra, on es va doctorar el 1936 en dret. Va fer formació pràctica a diversos jutjats de Basilea, però es va dedicar a fomentar l'educació de les dones i el treball en entorns socials desfavorits. Oeri es va convertir en membre del centre gratuït d'educació per a adults per a l'educació política per a dones, el Fogelstadförbundet.
Després d'una estada en Itàlia com a professora, el setembre de 1937, quan s'institueix el Comitè neutral d'Ajuda als Infants d'Espanya, més conegut com a "Ajuda Suïssa", Oeri passa a treballar per al comitè a Zuric i també viatja a Espanya amb l'equip de voluntaris. La seva estada a Barcelona està documentada per unes fotografies conservades a la Biblioteca Nacional de España en què apareix, juntament amb Ruth von Wild, també membre de l'Ajuda Suïssa, durant el repartiment de sabó a les famílies desplaçades que s'allotjaven al refugi "La Pasionaria".
El 1939 es casa amb l'estudiant de teologia alemany Rufus Flügge, que després va esdevenir un teòleg evangèlic implicat, com a figura diaconal, en la crítica social i en el moviment pacifista. Flügge va exercir a l'església baptista del districte de Tragheim de Königsberg, on van néixer els tres primers fills. La parella, que va rebutjar internament el nacionalsocialisme, va trobar suport en un cercle literari i artístic d'amics de la zona a l'entorn de la Universitat de Königsberg. A conseqüència de la Segona Guerra Mundial, la congregació baptista es va dispersar i la casa de la família va quedar destruïda per les incursions aèries. Marianne Flügge-Oeri i els seus fills van tornar a Suïssa i, gràcies a la seva experiència a Espanya, va ser cridada a Berna per Rodolfo Olgiati (que havia estat el secretari de l'Ajuda Suïssa) com a cap de formació del Schweizer Spende o Don suisse, entitat d'ajuda per a la reconstrucció post-bèl·lica i per a l'atenció de la població desplaçada.
Després de la guerra, el marit de Marianne, Rufus Flügge, va tornar a Alemanya des d'un camp d'internament danès i el 1946 va acceptar el càrrec de pastor a la parròquia evangèlica luterana de Clausthal-Zellerfeld i d'alumne pastor de l'Acadèmia de Mineria de Clausthal. La família va poder-se reunir de nou. A la rectoria de Clausthal, Flügge-Oeri va tenir cura dels vicaris i d'estudiants de diferents nacions.
El 1954 Marianne Flügge-Oeri es va convertir en representant estatal per al servei de les dones de l'església de l'estat de Hanóver i, amb aquesta funció, va visitar moltes congregacions de les esglésies i els seus grups de dones fins al 1960. Al llarg d'aquests anys va fer una intensa tasca per fomentar els drets i l'educació de les dones a la Baixa Saxònia.
Després que el matrimoni Flügge es traslladés a Celle el 1960 i a Hannover el 1963, Marianne Flügge-Oeri també va fer tasques d'ajuda en assentaments per a persones desplaçades del 1967 al 1976. Després que Rufus Flügge es retirés l'1 d'octubre de 1979, Marianne Flugge-Oeri va romandre política i socialment activa fins poc abans de la seva mort, ajudant dones refugiades iranianes per mitjà de tallers de formació. El 18 de juliol de 1983 va morir després d'una llarga malaltia.